# Eurylaime de Steere
Sarcophanops steerii
Espèce
Statut de conservation UICN

 VU A2c+3c+4c;C2a(i) : Vulnérable
L'Eurylaime de Steere (Sarcophanops steerii, synonyme : Eurylaimus steerii) est une espèce de passereaux de la famille des Eurylaimidae.
Il est nommé en hommage à Joseph Beal Steere.

## Répartition et habitat

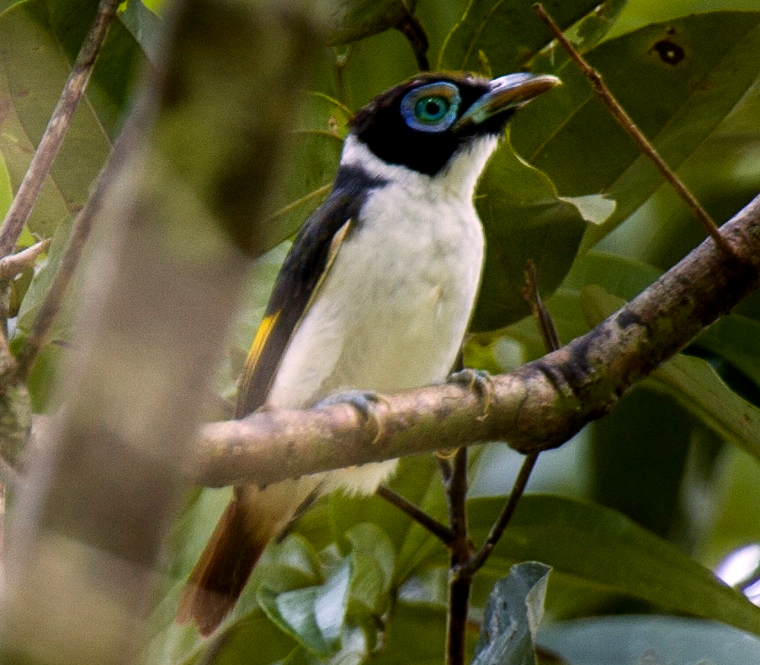

Cette espèce est endémique des Philippines. Elle vit dans les forêts primaires et secondaires où elle occupe les étages bas et intermédiaires. On la trouve généralement bien en dessous de 1 000 m.